# Ampharete setosa
Ampharete setosa är en ringmaskart som beskrevs av Addison Emery Verrill 1873. Ampharete setosa ingår i släktet Ampharete och familjen Ampharetidae. Inga underarter finns listade i Catalogue of Life.